# NGC 7043
NGC 7043 is een balkspiraalstelsel in het sterrenbeeld Pegasus. Het hemelobject werd op 18 augustus 1863 ontdekt door de Duitse astronoom Albert Marth.

## Synoniemen
- UGC 11704
- MCG 2-54-14
- ZWG 426.24
- KCPG 555B
- PGC 66385